# Operahus
Et operahus er en teaterbygning, der bruges til operaopførelser. Et operahus indeholder en scene, en orkestergrav, siddepladser til publikum og faciliteter bag scenen til bl.a. kostumeafdeling og kulisseværksteder. Nogle huse er opført specifikt til operaopførelser, mens andre er del af større kulturcentre.

## Historie
Det første offentlige operahus var Teatro San Cassiano i Venedig, som åbnede i 1637. Italien er operaens hjemland; det første operahus i Tyskland blev til sammenligning bygget i Hamborg i 1678.
I det 17. og 18. århundrede blev operahuse ofte finansieret af herskere og rige folk, som benyttede mæcenatet som en måde at fremme deres politiske ambitioner og sociale prestige på. Med borgerskabets voksende betydning i det 19. århundrede kom kulturlivet i højere grad til at bero på offentlig finansiering. Operahuse finansieres ofte ved en kombination af offentlige tilskud, indtægter fra billetsalg og i nogle tilfælde beløb fra private donorer.

## Operahusets opbygning
Operahuse er ofte store teatre, der har fra 1.000 sæder og opefter, for eksempel har La Monnaie i Bruxelles 1.700 sæder, Paris' Opéra Garnier 2.200 og Royal Opera House i London 2.268. Nogle amerikanske operahuse er meget store, som for eksempel New Yorks Metropolitan Opera, der har 3.800 sæder og San Francisco Opera, der har plads til 3.146 tilskuere. Operahusets størrelse bestemmes også af operaproduktionernes krav til scenekapacitet.

### Tilskuerrummet
I et traditionelt operahus er tilskuerrummet opdelt i et parterre samt en eller flere øvre etager, som kan være u-formet. De mellemste etager kaldes ofte for balkoner, mens den øverste etage kaldes for galleriet. I nogle operahuse er etagerne inddelt i mindre sektioner, hvor man kan sidde mere privat (bokse).
I moderne operahuse er orkestergraven forsænket i forhold til parterret, så publikum kan se scenen, og så orkestermusikerne ikke overdøver sangerne på scenen. Det gælder for eksempel også scenen ved Wagnerfestivalen i Bayreuth, hvor orkestergraven endog er delvist dækket. Orkestergraven har ofte plads til et meget stort antal musikere.

### Tekniske faciliteter
Da der ofte er mange medvirkende involveret i en operaforestilling, har operahuse gerne et stort antal omklædningsrum og prøvefaciliteter. Da der desuden ofte spilles skiftende forestillinger, er der i tilknytning til operahusenes kostume- og kulisseværksteder gerne oplagringsmuligheder til de produktioner, der ikke aktuelt spilles på scenen.
De store operahuse har ofte mekaniske scener og sceneelevatorer, der muliggør flytning af tunge forestillingselementer og hurtige sceneskift. Historiske operahuse som for eksempel Londons Royal Opera House i Covent Garden og Milanos Teatro alla Scala har gennemgået omfattende ombygninger for at kunne imødekomme kravene til moderne sceneproduktioner.
Selvom sceneopbygning og lyssætning gør brug af den nyeste teknologi, benytter operahusene som regel ikke teknisk lydforstærkning, idet en trænet sanger normalt vil være i stand til at synge rummet op.
Operaer synges ofte på det sprog, librettoen oprindelig er skrevet på, selvom publikum ikke er bekendt med sproget. Derfor har mange operahuse et display med overtekster (som regel placeret over scenen), der er en tekstmaskine, der viser librettoteksten, efterhånden som den synges. Enkelte operahuse som for eksempel The Metropolitan Opera i New York viser endog teksten på individuelle skærme, så den enkelte tilskuer selv kan vælge, hvilket sprog teksten skal oversættes til.

## Berømte operahuse
Af berømte operahuse kan Teatro alla Scala (ofte kaldet La Scala) i Milano, Royal Opera House (ofte kaldet Covent Garden eller The Garden) i London og The Metropolitan Opera (ofte kaldet The Met eller Metropolitan) i New York nævnes.
Det kongelige Teater i København har Operaen på Holmen.
Endvidere er Sydney Opera House i Australien, tegnet af den danske arkitekt Jørn Utzon, berømt for sin arkitektur.